# Eteronimia
L'eteronimia (dal greco ἑτερωνυμία, composto di héteros = "diverso"/"altro" e onoma = "nome") è un fenomeno linguistico per cui, in una determinata lingua, si utilizzano denominazioni con origini etimologicamente diverse (eteronimi) per indicare oggetti o esseri affini, separati unicamente da differenze nel genere o nel numero grammaticale (ad esempio, la profonda difformità etimologica nella coppia di nomi fratello e sorella, marcando solo una differenza di genere; altro esempio è costituito dalla coppia di pronomi io e noi, la cui differenza individua solo il numero).
Nelle scienze fisiche, sono eteronimi quegli enti che hanno nomi diversi pur riferendosi a realtà omogenee: ne sono un esempio i nomi differenti attribuiti ai poli magnetici, alle cariche elettriche di segno diverso, ecc.

## Semiologia della letteratura e tecnica di scrittura
Il termine eteronimo assume un significato particolare nel campo della scrittura letteraria, nella quale indica un autore fittizio (o pseudo-autore), che, nonostante la dimensione immaginaria, possiede una sua personalità. L'autore che sta dietro all'eteronimo è detto ortonimo.
Gli eteronimi differiscono dagli pseudonimi perché questi ultimi sostituiscono il nome di un autore reale, che rimane così sconosciuto.
Gli eteronimi invece coesistono con l'autore, e ne formano una sorta di estensione del carattere; sono personaggi completamente diversi che sembrano vivere di vita propria, scrivendo spesso con uno stile diverso da quello dell'ortonimo.
L'espediente, più diffuso in passato, sembra aver perso popolarità a partire dal XX secolo, seppur non manchino, anche qui specifici esempi, come Kurt Suckert (alias di Curzio Malaparte), Mischa Kamenetsky (alias Ugo Stille), la poetessa Vittoria Guerrini che si firmava Cristina Campo o Fernando Pessoa che aveva ben quattro personalità letterarie (alias Álvaro de Campos, Ricardo Reis, Alberto Caeiro, Bernardo Soares).
Tra XX e XXI secolo, una sua manifestazione particolare, molto legato alla diffusione della cultura digitale e della cybercultura, è quello dei nome "multi-uso" (o "reputazione aperta"), che individuano un collettivo dietro cui, di volta in volta, o anche contemporaneamente, si celano diversi autori. In Italia, sono noti i casi Luther Blissett e Wu Ming.

## Eteronimi e autori
- Domenico Gnoli (1838-1915), oltre al vero nome, utilizzò vari pseudonimi, anche femminili: Dario Gaddi, Gina D'Arco e Giulio Orsini.
- Olindo Guerrini (1845-1916) si firmò con diversi pseudonimi: Lorenzo Stecchetti, Argia Sbolenfi, Marco Balossardi, Giovanni Dareni, Pulinera, Bepi e Mercurio.
- Anna Zuccari (1846-1918) adottò, per i suoi romanzi, lo pseudonimo oraziano di Neera, con il quale è meglio conosciuta.
- Fernando Pessoa ideò numerose identità alternative per scrivere poesie e romanzi.
- Honorio Bustos Domecq è l'eteronimo usato da Jorge Luis Borges e Adolfo Bioy Casares. La nascita di questo eteronimo viene raccontata da Borges in Abbozzo di autobiografia.
- Nicolas Bourbaki è l'eteronimo sotto cui si espresse una comunità di matematici, soprattutto francesi, la cui composizione è mutata nel tempo. Nicolas Bourbaki è noto soprattutto come autore dei testi matematici di riferimento facenti parte della serie Éléments de mathématique.
- Antoine Volodine firma i suoi romanzi, oltre che con il proprio nome, con numerosi pseudonimi tra cui Manuela Draeger, Lutz Bassmann[5] e Elli Kronauer.